# فیلی کید
فیلی کید (به انگلیسی: Philly Kid) یک فیلم درام و ورزشی آمریکایی محصول سال ۲۰۱۲ به کارگردانی جیسون کانری است.

## بازیگران
- وس چتهم
- دوون ساوا
- سارا باتلر
- نیال مک‌دوناف
- کریس براونینگ
- مایکل جای وایت
- برنارد هاوک
- ریچ کلمنتی
- شاون جردن

## تولید
این فیلم در بتن‌روژ، لوئیزیانا از آغاز ماه مه ۲۰۱۱ فیلمبرداری شد.

## انتشار
این فیلم در ۱۱ مه ۲۰۱۳ با رتبه انجمن سینمایی آمریکا در سینماها اکران شد. به عنوان بخشی از مجموعه کمپانی «افتر دارک فیلمز»، این فیلم به مدت یک هفته در ۱۰ شهر، و همزمان به صورت ویدئو هنگام درخواست منتشر شد.